# Научная школа
Научная школа (школа научных традиций) — оформленная система научных взглядов, а также научное сообщество, придерживающееся этих взглядов. Формирование научной школы происходит под влиянием лидера, эрудиция, круг интересов и стиль работы которого имеют определяющее значение для привлечения новых сотрудников. Отношения внутри такого научного коллектива способствуют обмену информации на уровне идей (а не конечных результатов исследований), что значительно повышает эффективность творческой научной работы.
Взгляды внутри школы могут варьироваться, что создаёт предпосылки для появления фракций и раскола, что вызывает возникновение и развитие новых научных школ. Научные школы формируются в рамках кафедр, институтов, стран и объединений учёных любого уровня.

## Понятие

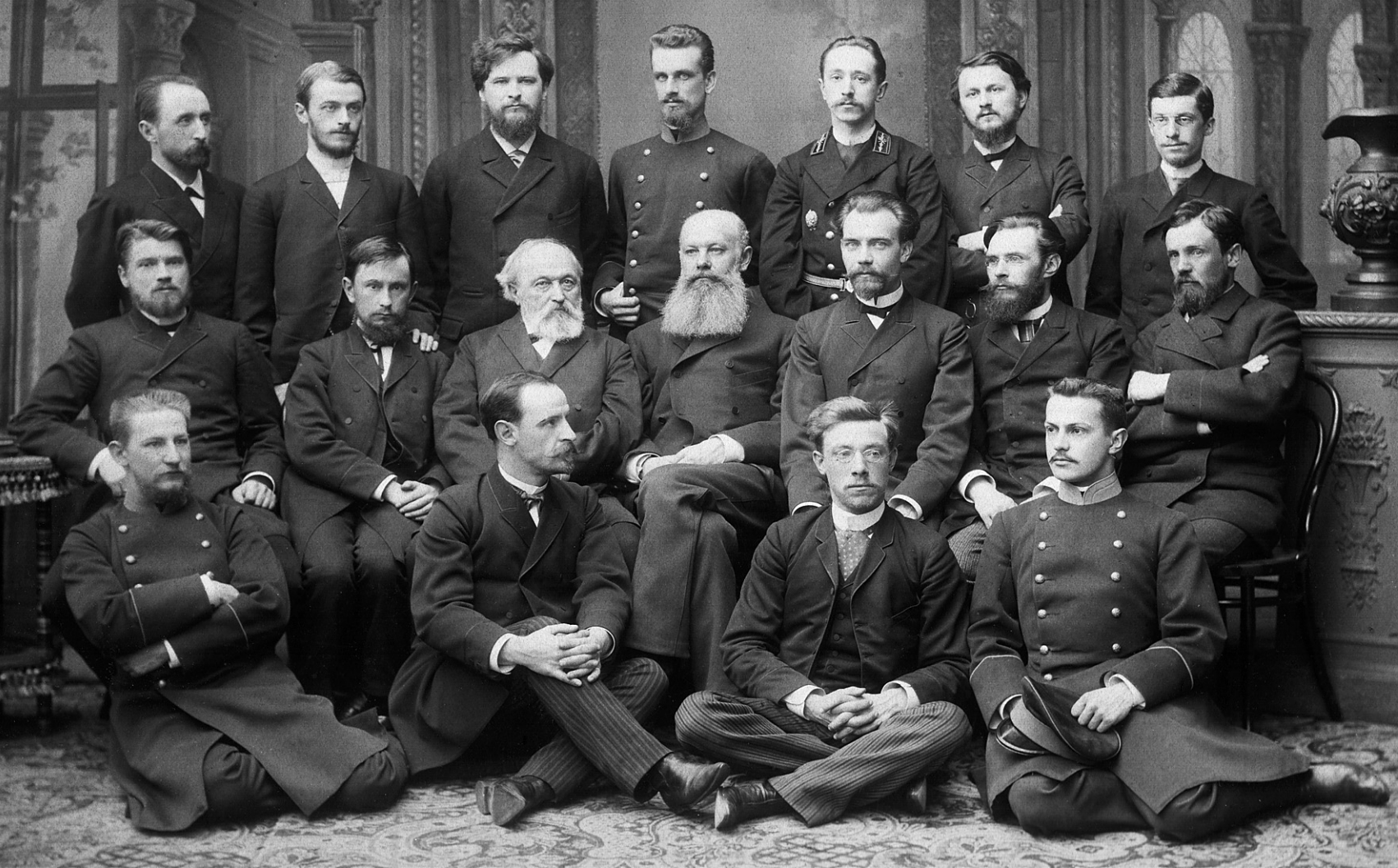
Докучаевская школа почвоведения

Термин «научная школа» употребляется в двух случаях:
1. Общие взгляды, идеи и интересы объединяют учёных и приводят к тесному сотрудничеству. Это привлекает новые молодые таланты и на многие годы определяет пути и темпы развития новых областей науки. Рождение такой школы связано со счастливым стечением обстоятельств и требует внешней поддержки.
2. Небольшой научный коллектив, объединённый организационно, конкретной темой, общей системой взглядов, интересов и традиций, которые сохраняются и развиваются при смене научных поколений.

Признаки научной школы:
- общность научных интересов и значимость исследования
- высокий уровень научных результатов и признание школы
- преемственность, определяющая роль лидера и хорошие перспективы школы

В теории науки различают понятия:
- научная школа
- научное направление
- научная проблема

## История
На этапе протонауки существующие тогда школы могли выступать в качестве самостоятельных центров или институтов. В дальнейшем под научными школами стали понимать реальные неформальные коллективы ученых.
В древности возникали школы искусств и философской мысли — аристотелевские перипатетики.
В средние века книгопечатание создало важную техническую предпосылку возникновения школ учёной мысли, охватывающих сразу несколько географических центров. Это облегчило процесс обучения и распространения идей разных школ. Каждая из них обрела инструмент пропаганды — периодически выходящие сборники, журналы, бюллетени и прочую научную периодику. Собственный печатный орган — существенный признак школы научной мысли. Он отражён в истории науки и облегчает поиск научных результатов её деятельности.
Современной научной школой часто являются университеты. Их структурообразующие единицы, кафедры — аналоги творческих мастерских, а возглавляющие их учёные (обычно профессора) — самих мастеров, «первых лиц» школ, нередко усваивающих впоследствии их прославленные имена. Не менее крупные по научному значению школы возникают в разных странах и вокруг академических исследовательских центров, научно-исследовательских институтов.
Т. И. Заславская выделяет два значения: 1) иерархизированное и самовоспроизводящееся научное сообщество, внёсшее крупный вклад в мировую науку; 2) сообщество, занимающее определённую нишу в отечественной науке, воспроизводящее себя в новых поколениях специалистов и отличающееся определённой методологией.
По мнению биохимика Гарри Абелева, если в середине XX века было видно чёткое разделение учёных на школы, то это скорее относилось к допарадигмальному периоду, ныне же, когда сложились парадигмы,

Школ становится всё меньше и меньше, потому что все наши знания становятся всё более структурированными. Школы, возможно, остаются как организационные объединения — лаборатории, отделы, в которых вследствие малой текучести кадров сохраняются стабильные группы сотрудников в течение многих лет. У них вырабатывается некоторое сходство во взглядах, в критериях, и это, на мой взгляд, больше похоже на школы. Но в целом, по-моему, в иммунологии и вирусологии школы расплываются, растворяются в общей структуре знаний данной области.

## Характеристика
Школа предполагает наличие научного лидера (учителя или идеи, после его смерти) и последователей (учеников).
Несколько научных школ могут одновременно решать одни и те же научные задачи, однако при этом различаться в теоретических основах (принципах) и практических подходах к их решению, программах, методах и инструментах. Этим объясняется разнообразие результатов, достигнутых учёными разных школ.
Научные школы становятся очагами наиболее интенсивной концентрации творческой энергии, наиболее активно воздействуя на научный прогресс.
Школы — симптом незрелости науки. С утверждением парадигмы и переходом к «нормальной» науке школы сходят со сцены. Устанавливается общность теоретических и методических позиций всех представителей данной науки.
Научная школа характеризуется общими
- научным языком (принятые оригинальные научные термины и определения)
- системой взглядов
- методами исследований
- научными ценностями.

Научная школа стремится к пропаганде своей научной традиции и своих результатов. Её самоидентификация и обособленность достигается через определение границ исследований.
Этапы, через которые проходят научные школы:
1. Исследовательская программа объединяет учёных.
2. Исследовательский коллектив превращается в школу.
3. Зарождение нового научного направления, раздела или дисциплины.
4. Научно-образовательная школа для новых поколений учёных.
5. Возникновение новых школ из предшествующих.
6. Конкуренция школ в развитых науках.
7. Исчерпанность исследовательской программы. Затухание и распад школы.

Вопрос о жизненных циклах научных школ менее всего разработан в научной литературе. Иногда они прекращают своё существование просто из-за нехватки финансирования. Однако при определении ведущих школ часто не учитывается их жизненный цикл, поэтому зачастую получают поддержку именитые, но застывшие в своем развитии, а не становящиеся и весьма перспективные научные школы.
Вырождение научных школ (их угасание) происходит в двух основных формах: бюрократизации и коммерциализации. Обе эти формы связаны с модернизацией и модификацией уже имеющихся результатов, сводятся к управлению проектами вместо научного поиска, что убивает творчество, а следовательно саму научную школу.

## Типы
Основные типы научных школ:
- Научное направление
- Научно-исследовательская (научный инкубатор)

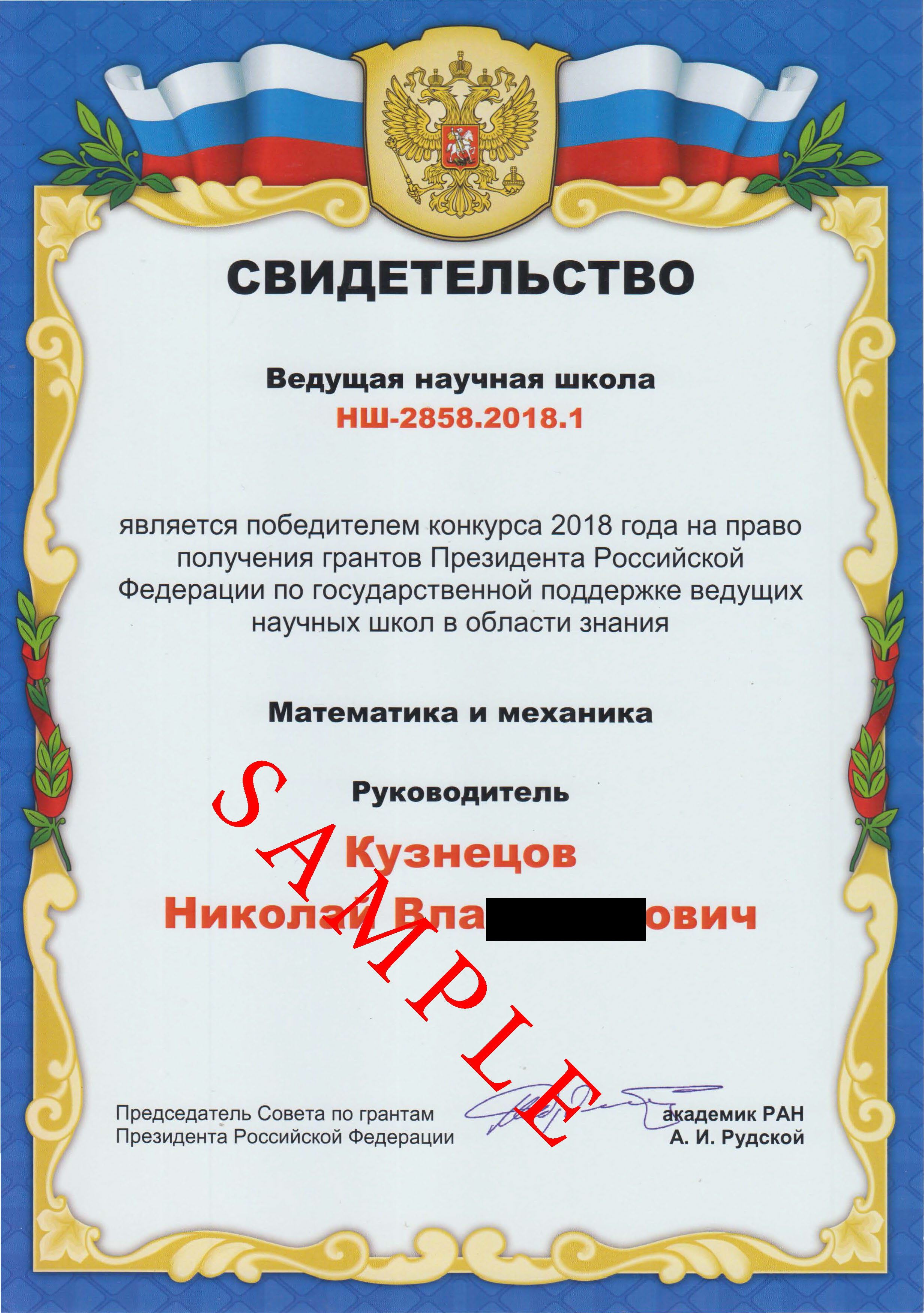
2018-Leading-Scientific-school-Center-of-Excellence-Sample

- Научно-образовательная
- Научно-производственная

## Официальный статус
С 1995 года по настоящее время в России статус «Ведущая научная школа РФ» присваивается научным коллективам (завоевавшим известность высоким уровнем исследований в признанном и достаточно широком научном направлении, устойчивостью традиций, преемственностью поколений в ходе подготовки научных кадров высокой квалификации) по результатам конкурсного отбора, Советом по грантам Президента РФ и Минобрнауки России.

В некоторых странах, например в Финляндии и Норвегии, близким аналогом является статус Center of Excellence (CoE).